# Agelena funerea
Agelena funerea är en spindelart som beskrevs av Simon 1909. Agelena funerea ingår i släktet Agelena och familjen trattspindlar. Inga underarter finns listade i Catalogue of Life.